# Макларен (автогоночная команда)
McLaren (транслит. Макларен, полное название c 2018 года — McLaren F1 Team) — британская автогоночная команда, представляющая собой подразделение McLaren Technology Group. В разное время команда участвовала и побеждала в различных автоспортивных соревнованиях, пять раз выигрывала соревнования Can-Am, трижды выигрывала 500 миль Индианаполиса, по одному разу в гонках 24 часа Ле-Мана и 12 часов Себринга, в настоящее время команда сконцентрирована на участии в чемпионате мира Формулы-1, где 9 раз завоёвывала кубок конструкторов. С 2021 года выступает с двигателями Mercedes, после трёх предыдущих сезонов с моторами Renault.

## История

### 1960—1970-е
Команда McLaren была основана в 1963 году новозеландским гонщиком Формулы-1 Брюсом Маклареном и американцем Тедди Майером, которые зарегистрировали Bruce McLaren Motor Racing Ltd для участия в автогоночной серии Тасман в Новой Зеландии и Австралии. Брюс Макларен выиграл чемпионат зимой 1964 года, а следующие два сезона в Формуле-1 провёл в качестве пилота команды Купер. Дебютом в Формуле-1 для команды McLaren стал Гран-при Монако 1966 года. За рулём McLaren M2B Брюс Макларен (на тот момент единственный пилот команды) заработал 3 очка получив по итогам сезона 14-е место в зачёте пилотов. В сезоне 1967 года команда также смогла заработать лишь три очка (и вновь 14-е Брюса Макларена в зачёте пилотов). Первые высокие результаты команды пришлись на 1968 год. На Гран-при Испании Денни Халм финишировал вторым и таким образом принёс команде её первый подиум. А через месяц, на Гран-при Бельгии, Брюс Макларен впервые привёл болид своей команды (McLaren M7A) к победе. В общем в сезоне 1968 года команда показала гораздо лучший результат, чем в двух предыдущих, заняв второе место в кубке конструкторов. Сезон 1969 года сложился для команды менее удачно — одна победа против трёх в 1968-м и четвёртое место в кубке конструкторов.
Сезон 1970 года стал для команды трагическим — 2 июня во время тестирования нового автомобиля для американской серии CanAm погиб Брюс Макларен, после чего команда вошла в тяжёлый период своего существования. По итогам 1970 года команда заняла 4-е место в кубке конструкторов, а Денни Халм стал четвёртым в зачёте пилотов. Реорганизация команды вследствие гибели Брюса Макларена продолжилась и в 1971 году, по итогам которого команда откатилась на шестое место. Сезон 1972 года сложился для команды более удачно — в ходе него Халму удалось одержать первую после смерти Брюса Макларена победу и занять третье место в зачёте пилотов. В конце года было объявлено, что команда более не будет принимать участия в серии CanAm, сконцентрировавшись на Формуле-1 и гонках IndyCar. 1973 год сложился несколько лучше, что, однако, не позволило команде подняться выше в кубке конструкторов по сравнению с предыдущим годом.
1974 год принёс команде первые в её истории чемпионский титул и кубок конструкторов. В начале сезона в команду пришёл новый гонщик, Эмерсон Фиттипальди (уже имевший на тот момент чемпионский титул 1972 года), который после ожесточённой борьбы смог стать чемпионом, оставив позади Клея Регаццони из Ferrari и Джоди Шектера из Tyrrell. В 1975 году команде не удаётся повторить свой успех — чемпионом мира становится Ники Лауда из Ferrari (которая также становится обладателем кубка конструкторов). Перед сезоном 1976 года Джеймс Хант, покинувший команду Hesketh Racing, заменяет в McLaren Эмерсона Фиттипальди, который, в свою очередь, переходит в команду своего брата Уилсона. В начале сезона Ники Лауда из Ferrari захватил лидерство, в то время как Хант смог финишировать лишь в двух гонках на 2-м и 1-м местах. Но в оставшейся части сезона Ханту удаётся выиграть пять гонок (он также выиграл Гран-при Великобритании, но был дисквалифицирован за использование запасного болида), что позволяет ему выиграть чемпионат с перевесом в одно очко над Лаудой (который пропускает две гонки в результате серьёзной аварии, сопровождавшейся пожаром), но команде не удаётся выиграть кубок конструкторов, который достаётся Ferrari. Сезон 1977 года складывается для команды менее удачно — медленная машина не позволила команде бороться за высокие места в чемпионате. Следующие два сезона 1978 и 1979 годов сложились ещё хуже — в обоих из них команде удалось набрать лишь по пятнадцать очков, заняв восьмое и седьмое места, соответственно. В конце сезона 1979 года было принято решение о прекращении участия McLaren в американских сериях, что превратило McLaren в исключительно формульную команду.

### 1980-е
В 1980 году McLaren объединился с компанией Рона Денниса Project 4, конструировавшей гоночные автомобили. С этого года Деннис стал одним из руководителей команды, а все болиды McLaren стали проектироваться Project 4 (отсюда индекс модели MP4). В 1982 году Тедди Майер ушёл в отставку, оставив всё руководство в руках Рона Денниса.
В 1984 году для McLaren чемпионат и кубок конструкторов выиграл Ники Лауда, на половину очка опередив собственного партнёра Алена Проста. В том сезоне машина McLaren MP4/2, построенная Джоном Барнардом и оснащённая турбодвигателями TAG-Porsche, позволила выиграть 12 этапов из 16-ти, что являлось на тот момент рекордом.
В 1985 году уже Прост за рулём McLaren MP4/2B выиграл чемпионат и кубок конструкторов. Он повторил свой успех в 1986 году, но кубок конструкторов достался соперникам из Williams.
Проиграв чемпионат 1987 года, команда получила молодого бразильца Айртона Сенну, а вместе с ним и турбомоторы Honda. У McLaren появился дуэт пилотов, подаривший миру одни из лучших спортивных противостояний в истории автоспорта, и в 1988 году команда выиграла чемпионат, одержав победы в 15-ти из 16-ти гонок. По состоянию на 2012 год этот рекорд не побит (в 2002 и 2004 годах команда Ferrari повторяла рекорд по количеству побед — 15, но в 17 и 18 гонках сезона, соответственно). Хотя очков на счёту было больше у Алена Проста, чемпионом по регламенту чемпионата (в зачёт шли 11 лучших результатов) стал Айртон Сенна.
В 1989 году чемпионат выиграл Прост, после чего ушёл из команды. Следующие два года никто не мог остановить Сенну. В 1991 году он стал трёхкратным чемпионом мира.
|                 |  |                   |  |              |  |                   |
| MP4 (1981—1983) |  | MP4/2 (1984—1986) |  | MP4/4 (1988) |  | MP4/5 (1989—1990) |

### 1990-е
Машина 1992 года не шла ни в какое сравнение с машиной команды Williams, чемпионат был проигран. Сенна собрался уходить из команды, но в последний момент Рон Деннис заставил его передумать. И в 1993 году он сражался с вернувшимся в большие гонки Аленом Простом. В 1994 году Сенна всё-таки перешёл из Макларен в Williams.
Но команда неумолимо скатывалась вниз. Лишь в 1997 году, получив двигатели Mercedes (их устанавливали c 1995 года) и  серебристые цвета, а также пилотов Мику Хаккинена и Дэвида Култхарда, команда вернулась в лидеры чемпионата мира. В том году после почти четырёхлетнего перерыва были одержаны новые победы в гонках.
В 1998 году победу в чемпионате и кубке конструкторов принёс Мика Хаккинен, в 1999 году он получил только чемпионскую корону.
|               |  |               |  |               |
| MP4/10 (1995) |  | MP4/13 (1998) |  | MP4/14 (1999) |

### 2000-е
С 2000 года команда удерживалась на высоких позициях, и лишь провальный сезон 2004 года заставил покинуть четвёрку лидеров. С 2000 года по 2007 год не выиграла ни одного титула, несмотря на то, что в 2005 году MP4-20 большей частью специалистов был признан самой быстрой машиной чемпионата, чемпионат был проигран и в личном, и в командном зачёте из-за низкой надёжности.
В 2006 году был сделан шаг назад — лишь 3-е место в кубке конструкторов и только 5-е место Кими Райкконена в личном зачёте.
В 2007 году команда полностью поменяла свой состав — на смену ушедшему в Ferrari Кими Райкконену пришли двукратный чемпион мира (2005, 2006) Фернандо Алонсо и молодой британский гонщик Льюис Хэмилтон — чемпион серии GP2 2006 года. Дуэт чемпиона и новичка оказался столь быстрым, что вскоре возглавил чемпионат мира. Однако в то же время McLaren подверглись судебному иску за промышленный шпионаж против Ferrari. Решением суда команда McLaren получила штраф в размере 100 млн $, а также была полностью лишена очков в кубке конструкторов за 2007 год. Очки пилотов были сохранены. В итоге чемпионат 2007 года был проигран командой в последней гонке сезона в Бразилии и в личном зачёте — Хэмилтон и Алонсо набрали по 109 очков и уступили 1 очко ставшему чемпионом мира пилоту Ferrari Кими Райкконену.
В сезоне 2008 место Фернандо Алонсо занял финский гонщик Хейкки Ковалайнен, который дебютировал в 2007 году в составе команды Renault.
McLaren MP4-23 позволила Льюису Хэмилтону стать чемпионом мира Формулы-1 2008 года. Как и год назад, это произошло в последней гонке сезона — Гран-при Бразилии. В драматической борьбе Льюис Хэмилтон на последнем круге сумел занять 5-е место, что позволило ему опередить на одно очко Фелипе Массу. Команда Макларен заняла второе место в кубке конструкторов, уступив Ferrari.
Перед началом сезона 2009 года Рона Денниса на посту главы команды сменил Мартин Уитмарш. Начало сезона вышло неудачным для команды: шасси MP4-24 не хватало скорости. Однако усилиями Хэмилтона, который во второй части чемпионата одержал две победы, команда смогла занять третье место в кубке конструкторов.
|               |  |               |  |               |
| MP4-20 (2005) |  | MP4-22 (2007) |  | MP4-23 (2008) |

### 2010—2014
В сезоне 2010 года за команду выступали Чемпионы мира двух предыдущих сезонов Формулы-1: в партнёры Хэмилтону пригласили Дженсона Баттона. Шасси для нового сезона MP4-25 было представлено 29 января 2010 года в Ньюбери, Великобритания. Гонщикам команды удалось выиграть пять гонок, команда заняла второе место в зачёте кубка конструкторов.
Сохранив свой пилотский состав на 2011 год, команда снова стала второй в зачёте конструкторов. Хэмилтон выиграл Гран-при Китая, Германии и Абу-Даби, а Баттон — Канады, Венгрии и Японии. В личном зачёте Баттон стал вице-чемпионом мира.
В 2012 году команда заняла третье место в кубке конструкторов, уступив Red Bull и Ferrari. Хэмилтон занял четвёртое место в личном зачёте, выиграв Гран-при Канады, Венгрии, Италии и США, а Баттон занял пятое место, выиграв Гран-при Австралии, Бельгии и Бразилии.
В 2013 году за команду выступали Дженсон Баттон и Серхио Перес, который 28 сентября 2012 года подписал многолетний контракт с McLaren, тем самым заменив Льюиса Хэмилтона, который перешёл в Мерседес. В начале сезона между гонщиками в результате опасной борьбы на трассе в нескольких гонках сложились напряжённые отношения, однако затем сошли на нет. По результатам выступлений в сезоне руководство неожиданно решило отказаться от услуг Переса и подписало на сезон 2014 года Кевина Магнуссена. 20 февраля 2014 получил назначение на должность гоночного директора McLaren F1 Эрик Булье, заменив Мартина Уитмарша. В целом сезон оказался провальным для команды — она заняла лишь 5-е место в кубке конструкторов. Причиной назвали то, что производилась разработка совершенного нового болида, а не модификация болида 2012 года.
|               |  |               |  |               |
| MP4-25 (2010) |  | MP4-26 (2011) |  | MP4-29 (2014) |

### Двигатели Хонда (2015—2017)
16 мая 2013 года команда Макларен официально подтвердила, что с 2015 года перейдёт на моторы Хонда после долгих 20 лет сотрудничества с Мерседес. Сезон 2014 года для команды оказался не лучше предыдущего. По завершении сезона Кевин Магнуссен стал тест-пилотом команды, а в Макларен вернулся Фернандо Алонсо. Сезон 2015 года оказался одним из наихудших в истории команды. В том же году McLaren завершила сделку по производству двигателей с Mercedes, которая включала выкуп 40 % акций Mercedes, принадлежавших команде, и возобновила своё историческое партнёрство с Honda. Силовая установка Honda, с которой связывали большие ожидания, оказалась совершенно недоведённой. Honda отставала в развитии от своих конкурентов минимум на целый год. На предсезонных тестах Алонсо попал в аварию, пропустил по медицинским показаниям старт сезона. Заменивший его Кевин Магнуссен завершил гонку ещё на прогревочном круге в связи с выходом машины из строя. После значительной ненадёжности и первоначальных предположений о том, что двигатель Honda был недостаточно мощным по сравнению с его конкурентами, увеличив устойчивый прирост производительности в конечном итоге привёл к тому, что Баттон сумел набрать первые (четыре) очка команды в сезоне на шестом этапе в Монако. Алонсо набрал своё первое очко только позже, через три этапа на Гран-при Великобритании. На Гран-при Венгрии команда показала лучший результат в сезоне: Алонсо и Баттон заняли пятое и девятое места соответственно. Однако McLaren не набирала очков в следующих четырёх гонках, пока Баттон не финишировал девятым на Гран-при России. На следующем Гран-при США Баттон показал свой лучший результат в сезоне, заняв шестое место. Команда заняла девятое место в зачёте конструкторов с 27 очками, что стало для McLaren худшим результатом с 1980 года В 2015-м у легендарного коллектива возникло огромное количество всевозможных проблем, машина сильно отставала от своих соперников. Оба пилота сохранили свои места на 2016 год, резервным был подписан новоиспечённый чемпион GP2 Стоффель Вандорн. Второй год сотрудничества с Honda стал гораздо более перспективным, чем первый, Макларен смог более 10 раз претендовать на топ-10 позиций, хотя мощность Honda продолжала показывать себя недостаточной. Однако сезон начался с крупной аварии на Гран-при Австралии, в которой Фернандо Алонсо получил переломы рёбер, авария случилась на 17-м круге, когда Алонсо пытался обогнать Эстебана Гутьерреса. Перед третьим поворотом, мексиканец сместился на более удобную траекторию и испанец столкнулся с ним. От удара болид Алонсо отбросило на отбойник. Потеряв оба левых колеса, машина испанца дважды перевернулась и вылетела с трассы. Врачи по состоянию здоровья не допустили Фернандо Алонсо к участию в предстоящей гонке. На Гран-при Бахрейна его место займёт резервный пилот команды «Макларен» Стоффель Вандорн. В гонке он показал впечатляющие результаты, набрав первое очко в сезоне, заняв 10-е место. Следующие очки McLaren пришлись только на Гран-при России, где Алонсо и Баттон заняли шестое и десятое места соответственно. Неблагоприятные погодные условия, сказались на Гран-при Монако, который стал одной из лучших гонок сезона для команды. Алонсо финишировал пятым, опередив «Мерседес» Нико Росберга которому не удалось обойти его за 46 кругов, а Баттон набрал два очка, заняв девятое место. На Гран-при Австрии Баттон показал свой лучший результат в сезоне, заняв шестое место после квалификационного третьего места на влажной трассе. После неутешительного выступления на домашней гонке Гран-при Великобритании в Сильверстоуне, команда набрала очки в следующих трёх раундах: шесть очков в Венгрии, четыре в Германии и снова шесть очков благодаря впечатляющему седьмому месту Алонсо на Гран-при Бельгии.На Гран-при США McLaren повторил свой результат с Монако с 12 очками после того, как в атакующей гонке Алонсо занял пятое место, а Баттон снова финишировал девятым. После значительного прогресса в 2015 году Алонсо и Баттон завершили чемпионат 2016 года на 10-м и 15-м местах, соответственно, команда завершила сезон на шестом месте в кубке конструкторов с 76 очками. 3 сентября 2016 года Дженсон Баттон объявил, что возьмёт перерыв на сезон 2017, 25 ноября же подтвердил, что уходит из F1. Новым партнёром Фернандо Алонсо на сезон 2017 стал Стоффель Вандорн.В феврале 2017 года Ландо Норрис присоединился к молодёжной программе McLaren. Алонсо не принимал участие в Гран-при Монако 2017 года, поскольку он участвовал в Индианаполисе 500. Вместо этого Дженсон Баттон вернулся на одну гонку в качестве замены. Во время Гран-при Сингапура 2017 года McLaren Racing объявили, что разорвали контракт с Honda и что сезон 2017 будет последним в рамках их совместного сотрудничества. 15 сентября было объявлено о подписании контракта на поставку моторов и техническое сотрудничество на сезоны 2018—2020 годов с Renault Sport Racing. McLaren финишировал в 2017 году 9-м в кубке конструкторов, набрав в сумме 30 очков.
|               |  |               |  |              |
| MP4-30 (2015) |  | MP4-31 (2016) |  | MCL32 (2017) |

### Двигатели Рено (2018—2020)
В 2018-м впервые в истории «Макларена» на автомобили команды стали устанавливать двигатели Рено. Фернандо Алонсо и Стоффель Вандорн продолжили выступление за коллектив в этом сезоне. Ландо Норрис стал официальным тест-пилотом и резервным гонщиком команды 17-летний британец вошёл в молодёжную программу «Макларена», и в августе отработал на своих первых тестах за рулём машины MCL32, проходивших на Хунгароринге Технический директор команды Тим Госс покинул свой пост, такое решение было принято руководством после того, как на старте сезона 2018 машина оказалась слабейшей по скорости из трёх автомобилей, оснащённых двигателями «Рено». 4 июля 2018 года гоночный директор «Макларена» в Формуле-1 Эрик Булье также подал в отставку и покинул свой пост, после чего главный исполнительный директор «Макларен Рейсинг» Зак Браун упростил организационную структуру команды. Главный операционный директор «Макларен Рейсинг» Саймон Робертс стал осуществлять надзор за производством, проектированием и логистикой, Андреа Стелла стал ответственным за работу на трассе, Жиль де Ферран получил пост спортивного директора. 26 июля 2018 года было объявлено, что после неудовлетворительных результатов последних лет происходят кадровые перестановки: Мэтт Моррис ушёл в отставку с должности главы инженерного отдела, другой ведущий технический специалист Тим Госс ушёл из команды в апреле. 26 июля 2018 года «Макларен» подтвердил, что Ки согласился стать техническим директором команды. 14 августа 2018 года Алонсо объявил о завершении карьеры в Формуле-1 по окончании сезона-2018. В «Макларен» объявили о подписании многолетнего контракта с Карлосом Сайнсом. В следующем сезоне 2019 испанец заменил в команде Фернандо Алонсо. Многолетний участник молодёжной программы «Макларена», имевший серьёзную поддержку прежнего руководства, официально объявил о расставании с командой. После заявления о расставании со Стоффелем Вандорном на сезон 2019 года напарником Карлоса Сайнса стал участник молодёжной программы Ландо Норрис.
McLaren подписал контракт с Пэтом Фраем. Он возглавил отдел инжиниринга команды начиная с Гран-при Японии. 22 февраля 2019 года было объявлено, что Ки присоединится к McLaren с 25 марта 2019 года, сразу после Гран-при Австралии. В начале года в McLaren объявили, что Андреас Зайдль назначен управляющим директором команды и приступил к своей работе 1 мая. В McLaren Racing официально подтвердили расставание с мотористами Рено после окончания действующего трёхлетнего контракта в конце сезона 2020 года. 28 сентября в Mercedes подтвердили контракт с McLaren, с 2021 года команда McLaren перейдёт на силовые установки Mercedes, контракт рассчитан на срок до 2024 года включительно. Сезон 2019 года был гораздо более позитивным для McLaren, когда команда значительно улучшила своё положение, расположившись в кубке конструкторов после Mercedes, Ferrari и Red Bull. На Гран-при Бразилии Сайнс принёс первый подиум команде после Гран-при Австралии 2014 года. Хотя изначально он финишировал четвёртым (с двадцатого стартового места), но позже переместился на третье место, после наказания штрафом финишировавшего выше Льюиса Хэмилтона. McLaren закончила сезон на 4-м месте со 145 очками, что стало её лучшим результатом с 2014 года, и на 54 очка впереди команды Renault, расположившейся следом. Сезон 2020 начался с того, что McLaren снялся с Гран-при Австралии, который должен был открыть сезон 2020 года, после того как тест одного из членов команды на COVID-19 оказался положительным. В итоге Гран-при Австралии был отменён из-за риска пандемии COVID-19, остальные гонки были либо отменены, либо перенесены на более поздний срок. 14 мая стало известно, что Даниэль Риккардо уйдёт из Renault в McLaren в 2021 году. Об этом официально объявил гоночный коллектив из Уокинга. В составе McLaren Риккардо станет напарником Ландо Норриса, у которого действует долгосрочное соглашение с командой. Даниэль перейдёт на место Карлоса Сайнса-младшего. Ожидается, что испанец займёт место Феттеля в Ferrari. Сезон начался с Гран-при Австрии. Во время этого этапа Ландо Норрис показал свой лучший результат в квалификации, заняв третье место. В самой гонке он смог показать лучший круг, первый в своей карьере. Финишировал изначально на четвёртом месте, но затем переместился на третье, после наказания штрафом опять-таки Льюиса Хэмилтона, финишировавшего выше. Следующий подиум был на Гран-при Италии в Монце. В субботу одну из лучших своих результатов показал Карлос Сайнц, который занял 3 место. В гонке на старте обошёл Валттери Боттаса, боролся с Хэмилтоном. К появлению автомобиля безопасности отставание от лидера гонки достигло 15 секунд, полгонки два «Макларена» шли в первой тройке. После рестарта гонки Макларена потерял три позиции из-за того, что пилоты «Альфа Ромео» и Гасли успели побывать в боксах. Но из за того что Карлос Сайнс долго не мог пройти Кими Райкконена, отставание от Alpha Tauri составило более 4 секунд, что позволило Пьеру Гасли победить в гонке, а Карлосу Сайнсу приехать вторым. Гран-при Абу Даби ознаменовалось тем, что до конца сезона так и не было ясно, кто займёт третье место в кубке конструкторов. Борьба проходила между Макларен и Рейсинг Поинт. На стартовой решётке команда Макларен начала старт с 4-го места (Ландо Норрис) и с 6-го места (Карлос Сайнс), что дало следующий результат: пятое и шестое места завоевали пилоты Макларена Ландо Норрис и Карлос Сайнс, что позволило британской команде опередить Racing point в борьбе за третье место в кубке конструкторов.
|              |  |              |  |              |
| MCL33 (2018) |  | MCL34 (2019) |  | MCL35 (2020) |

### Возвращение к двигателям Мерседес (2021 —н.в.)
Пресс-служба «Макларена» заявила, что болид команды в сезоне-2021 получит промежуточный индекс MCL35M. На Гран-при Эмилии-Романьи на автодроме имени Энцо и Дино Феррари в Имоле, англичанин Ландо Норрис занял в квалификации седьмое место (из-за несоблюдения границ трассы аннулировали время, которое принесло бы ему третью позицию на стартовой решётке), но в гонке пробился на третью позицию, а на рестарте опередил пилота «Феррари» Шарля Леклера. Позднее Норрис пропустил вперёд Льюиса Хэмилтона и финишировал третьим. Гран-при Монако подарило команде второй в этом сезоне радостный уик-энд. На стартовой решётке команда располагалась — на 5 месте Ландо Норрис а на 13 позиции стартовал Даниэль Риккардо. Начав гонку, Норрис поднялся на 4 позицию, смог продержаться на использованном софте 31 круг, с помощью более раннего пит стопа чем у Серхио Переса, смог его обойти и продолжить гонку уже на 3 позиции, отбив все попытки себя обойти и продержавшись 42 круга, Ландо Норрис завершает гонку на 3 позиции (возвращает McLaren на подиум в Монако спустя 10 лет). 6 июня стало известно, что умер Мансур Ойех — многолетний акционер «Макларена» и экс-директор McLaren Group. Ойех являлся одним из главных инвесторов «Макларена» с 1984 года. На Гран-при Штирии Норрис квалифицировался четвёртым, но был переведён на третье место из-за штрафа, назначенного Боттасу, в то время как Риккардо квалифицировался тринадцатым. Норрис позволил Пересу и Боттасу обогнать его на первых кругах, так как «Макларен» не верил, что у MCL35M хватит темпа сохранить позицию впереди машин «Ред Булл» и Mercedes финишировал пятым. Хотя проблема была решена, Риккардо финишировал тринадцатым. На Гран-при Австрии (также проходившем на Red Bull ринге) Норрис квалифицировался вторым на 0,048 секунды от времени поул-позиции Макса Ферстаппена, последний раз McLAren стартовал с первого ряда в 2012 году а для Ландо Норриса стал лучший результат квалификации,Риккардо занял тринадцатое место. Норрис удерживал позицию в течение первых 20 кругов и при этом получил пятисекундный штраф за то, что не оставил место в повороте для Переса, выехал широко в гравийную ловушку. Наказание было отбыто на трассе во время запланированного пит-стопа Ландо Норриса, после него он смог обогнать Хэмилтона за третье место на 52-м круге и финишировать на подиуме в третий раз в сезоне 2021 года. Даниэль Риккардо финишировал на 7 месте. Даниэль Риккардо был классифицирован 4-м по итогам странной гонки в Спа, которой по сути не было, но несколько кругов позади автомобиля безопасности позволили признать её формально состоявшейся, Ландо Норрис закончил гонку на 14 позиции, по её окончании были начислены  половинчатые очки. В Монце гонщики McLaren показали в квалификации 4-й и 5-й результаты, и оба уверяют, что могли бы подняться на третью строчку, поэтому всерьёз настроены продолжить борьбу в субботу. В субботу в первую пятёрку попали гонщики McLaren и они были единственными, кто стартовал в субботнем спринте на мягкой резине, и это оказалось правильным решением. Победным дублем команды McLaren завершился Гран При Италии в Монце. Даниэль Риккардо завоевал восьмую победу в карьере и первую для McLaren с Гран При Бразилии 2012 года. Второе место Ландо Норриса стало лучшим результатом в карьере британского гонщика. Для McLaren это первый победный дубль с Гран При Канады 2010 года. На Гран при России в последней попытки на подсыхающей трассе в Ландо Норрис завоевал свой первый поул в Формуле 1, первый для английской организации с Гран-при Бразилии 2012-го – когда квалификацию выиграл Льюис Хэмилтон. Последующее падение формы во второй половине сезона привело к тому, что McLaren заняла четвертое место в чемпионате конструкторов после Scuderia Ferrari.
С начала сезона 2022 оба гонщика испытывали трудности в первой гонке в Бахрейне, ни один из них не добрался до Q3 - впервые с Гран–при Турции 2020 года – и финишировал 14-м и 15-м в гонке. Квалифицировавшийся на 3 месте на трассе Эмилии-Романьи , Ландо Норрис удержал позицию и финишировал 3-м в Гран При Эмилии-Романьи, но признал, что не ожидал показать столь высокий результат. Его австралийский напарник, Даниэль Риккардо, занял последнее место (20-е), поскольку его машина была повреждена в инциденте сразу после старта гонки. 24 августа McLaren Racing и Даниэль Риккардо договорились о расторжении контракта на 2023 год – австралиец покинет команду в конце текущего сезона. Австралийский дебютант Оскар Пиастри заменит Даниэля Риккардо на сезон 2023 года после того, как спор о контракте с Alpine F1 Team был решен в пользу McLaren Советом FIA по признанию контрактов. McLaren завершила сезон на пятом месте в кубке конструкторов, уступив Alpine. 13 декабря McLaren подтвердили назначение Андреа Стеллы на должность исполнительного директора и руководителя команды Формулы 1. На этом посту он заменил Андреаса Зайдля, который продолжит карьеру в Sauber Group.
В сезоне 2023 новую машину McLaren назовут MCL60 в честь 60-летия основания команды Брюсом Маклареном.  Сезон начался с множества проблем для команды,  после Гран-при Саудовской Аравии, McLaren Racing объявили о ряде организационных перестановок в команде Формулы 1 и уходе с поста технического директора Джеймса Ки. В команде отказались от должности технического директора. Вместо неё создана новая Техническая исполнительная группа из трёх специалистов и они будут подчиняться непосредственно руководителю команды Андреа Стелле. Питер Продрому - получил должность технического директора по аэродинамике. Давид Санчеc вернётся в McLaren из Ferrari и получит должность технического директора по концепции и развитию машины.Нил Холди - назначен на созданную должность технического директора по разработке машины. Проведенный зимой анализ показал, что слабым местом нынешней McLaren является департамент аэродинамики. Для его усиления удалось пригласить в общей сложности 15 инженеров – но выделить стоит Мариано Альперина, который был главой отдела аэродинамических данных в Aston Martin. Не набрав очков в первых двух гонках,Ландо Норрис и Оскар Пиастри принесли «Макларену» первые очки в сезоне.Ландо завершил Гран-при Австралии на шестом месте, Оскар финишировал восьмым, что позволило «Макларену» взлететь на пятую позицию в зачете команд, причем Пиастри набрал свои первые очки в Формуле-1 и за McLaren.  Перед началом Гран при Испании , стало известно что , команда McLaren объявила, что с января 2024 года британский специалист Роб Маршалл станет ее новым техническим директором.  На Гран-при Испании Норрис неожиданно квалифицировался на третьем месте, в то время как Пиастри стартовал девятым. В день гонки Норрис столкнулся с Хэмилтоном в начале гонки и повредил его переднее антикрыло. Он опустился в нижнюю часть стартовой сетки после пит-стопа для замены переднего антикрыла и закончил гонку 17-м, в то время как Пиастри финишировал 13-м. К Гран -при Австрии стало известно о первом большом обновлении,который установят на болид Ландо Норриса.  Получив в своё распоряжение модернизированную машину McLaren, это во многом помогло ему показать достойный пятый результат . Его напарник, Оскар Пиастри, получит такой же комплекс обновлений только в Сильверстоуне. Гран-при Великобритании начался для команды с положительных результатов в квалификации , Ландо Норрис и Оскар Пиастри показали на британской трассе 2-й и 3-й результаты. С первого ряда стартового поля, гонку начинали Ферстаппен и Норрис, со второго –  Пиастри и Леклер.Прекрасно начав гонку ,Норрис, всё-таки финишировал вторым, после рестарта очень грамотно отразив все атаки Льюиса Хэмилтона. Его напарник, Оскар Пиастри, мог тоже подняться на подиум, но автомобиль безопасности выехал на трассу в неудачный для него момент,он приехал на финиш четвертым. На Гран-при Венгрии Ландо Норрис квалифицировался третьим , менее десятой уступив Льюису Хэмилтону. В воскресной гонке Ландо Норрис финишировал вторым и во второй гонке подряд поднялся на подиум. Благодаря этому результату гонщик McLaren улучшил свою позицию в личном зачёте, опередив Лэнса Стролла в борьбе за восьмое место. 13 августа стало известно о том что новая аэродинамическая труба McLaren вступила в строй,по планам команды, в ней будут продуваться только модели новых машин, и работа над шасси 2024 года уже началась. На этом закончилась 12 летнее сотрудничество с  подразделением Toyota Gazoo Racing, где все машины команды начиная с MP4-26 до MCL60 разрабатывались на основе этих исследований.
На Гран-при Китая сезона 2025 года Оскар Пиастри и Ландо Норрис финишировали первым и вторым, что стало для команды первым дублем в сезоне и 50-м за всю историю выступлений.

## История гонок: в других сериях

### 500 миль Индианаполиса
12 апреля 2017 испанский гонщик Фернандо Алонсо принял участие в легендарной гонке «Индианаполис 500», входящей в чемпионат IndyCar, при поддержке «Макларена» и «Хонды» на автомобиле, подготовленном командой Andretti Autosport Квалификация проходила в два дня, и по итогам воскресной части определились её результаты. Максимальная скорость Фернандо Алонсо (McLaren—Honda—Andretti), который впервые выступает в IndyCar, на овале составила 231,475 миль/ч, а средняя — 231,475 миль/ч. В итоговой таблице испанец стал пятым — лучший результат среди дебютантов предстоящей гонки. Фернандо Алонсо не смог добраться до финиша гонки «500 миль Индианаполиса». Испанец долгое время шёл в группе лидеров, но незадолго до финиша его мотор Honda задымился на прямой, и Алонсо был вынужден сойти с дистанции.
10 ноября 2018 года команда McLaren объявила, что она снова примет участие в 2019 Индианаполис 500 с Фернандо Алонсо, для испанца это будет уже второе участие в Инди-500 Боб Фернли — президент McLaren IndyCar возглавил отдельную компанию, созданную для выступлений McLaren в серии Indycar, в частности — участия Фернандо Алонсо в гонке «500 миль Индианаполиса» в сезоне 2019 года. Команда McLaren выступит в Инди-500 с моторами Chevrolet, два бренда воссоединяются после 47 лет. Вплоть до 1972 года McLaren и Chevrolet сотрудничали в серии Can-Am.

### IndyCar
Команда McLaren подтвердила участие в американской формульной серии IndyCar на полном расписании в 2020-м. В тандеме с конюшней Schmidt Peterson Motorsports и мотористами Chevrolet коллектив выставит на старт два автомобиля и будет называться Arrow McLaren Racing SP.30 октября Arrow McLaren SP назвали гонщиков, которые будут выступать за новую команду IndyCar в 2020 году. Как и ожидалось, ими стали два чемпиона серии Indy Lights: Патрисио О’Вард выиграл её в 2018-м, а Оливер Эскью – в 2019-м.Руководить командой будет Жиль де Ферран. Arrow McLaren SP успешно провела дебютный сезон, а её гонщик Пато О’Вард занял 4-е место в личном зачёте а Оливер Эскью – 19 место.        В коллективе «Arrow McLaren SP»  объявили, что по завершении сезона 2020 года они прекратят сотрудничество с американским гонщиком Оливером Аскью в чемпионате «Индикар». 30 октября McLaren официально подтвердили, что в составе команды произойдут изменения: в 2021 году за руль второй машины сядет Феликс Розенквист. Жиль де Ферран оставит пост спортивного директора McLaren, успешно завершив программу интеграции с командой Schmidt Peterson Motorsport,новым управляющим директором назначен Тейлор Киль. 3 мая на трассе в Техасе Пато одержал первую победу в IndyCar и первую для команды Arrow McLaren SP. На 105-м Индианаполисе 500 команда расширится до трех автомобилей, а Хуан Пабло Монтойя поведет третью машину. 13 июня уже на Гран при  Детройта  22-летний мексиканец одержал великолепную победу , продемонстрировав и умение стратегически мыслить и показывать фантастический темп, когда это действительно нужно. В финальной гонке сезона, проходившей в калифорнийском городе Лонг-Бич, Пато О’Вард из Arrow McLaren SP, был выбит с трассы уже на втором круге, после чего оказался в самом хвосте пелотона,завершил гонку на 27 месте,как итог 3 место в чемпионате,его напарник Феликс Розенквист закончил сезон на 21 месте..McLaren Racing получит контроль над командой Arrow McLaren SP, выступающей в IndyCar, за счёт приобретения 75% её акций. Решение об этом уже принято, все договорённости достигнуты, и сделка завершится до конца года. 29 мая 2022 года Монтойя вновь выступит за Arrow McLaren SP в Инди-500 

## Собственники
18 июня 2020 года Крупнейший акционер компании — инвестиционный фонд из Бахрейна Mumtalakat Holding Company — 56 % акций. Ещё 14 % акций принадлежит Мансуру Оджею (TAG), 10 % — Майклу Латифи, отцу гонщика Williams Николаса Латифи, и 20 % находится во владении миноритарных акционеров (Favorita Limited 5,78 %, Perlman Investments Limited 5,77 %, McKal Holdings Ltd 5,24 %, Acanitt Limited 2,65 %.) 13 декабря 2020 года Американская инвестиционная группа MSP Sports Capital приобрела долю в McLaren Racing, став новым стратегическим партнёром и инвестором McLaren Group, объём инвестиций составляет 560 млн фунтов стерлингов, на первом этапе MSP Sports Capital приобретает 15 % акций с тем, чтобы увеличить свою долю до 33 % к концу 2022 года.

## Программа молодых гонщиков McLaren
По состоянию на сезон 2021 года 4 пилота перешли из программы молодых гонщиков McLaren в команду McLaren F1 team: Льюис Хэмилтон в 2007 году, Кевин Магнуссен в 2014 году, Стоффель Вандорн в 2016 году и Ландо Норрис в 2019 году.
На 22 марта 2021 McLaren Racing объявили о подписании долгосрочного соглашения с перспективным молодым гонщиком из США Уго Угочукву, недавно ставшим чемпионом Европы по картингу, а перед этим завоевавшим ещё несколько титулов. Соглашение взаимовыгодное: Уго получит поддержку McLaren Racing в молодёжных сериях, а в будущем уже компания сможет на него рассчитывать.

## Статистика стартов

### Формула-1

#### Результаты за последние пять лет
| Легенда к таблице |                                                                    |
| --- | ------------------------------------------------------------------ |
| В таблице перечислены результаты всех Гран-при Формулы-1, в которых принимала участие команда. Строками таблицы являются сезоны, столбцами — этапы чемпионата мира. В каждой клетке указаны сокращённое название этапа и результаты гонщиков команды, дополнительно обозначенные цветом. Расшифровка обозначений и цветов представлена в нижеследующей таблице. |                                                                    |
| \| Пример \| Описание \| \| ------------ \| ------------------------------------------------------------------ \| \| 1 \| Победитель \| \| 2 \| Второе место \| \| 3 \| Третье место \| \| 5 \| Финишировал, заработав очки \| \| Сход \| Не финишировал, но при этом заработал очки \| \| 12 \| Финишировал, не получив очков \| \| НКЛ \| Финишировал, но не попал в финальную классификацию \| \| 15 \| Участвовал вне зачёта, либо по отдельной классификации \| \| 18 \| Не финишировал, но попал в финальную классификацию \| \| Сход \| Не финишировал \| \| НКВ \| Не прошёл квалификацию \| \| НПКВ \| Не прошёл предквалификацию \| \| ДСК \| Дисквалифицирован \| \| ИСК \| Исключён из протокола соревнований \| \| ТТ \| Заявлен для участия только в тренировках \| \| НС \| Участвовал в квалификации, но не стартовал в гонке \| \| Т \| Травмирован или болен \| \| ОТК \| Отказ от участия \| \| НТР \| Прибыл на соревнования, но на трассу не выезжал \| \| НПР \| Был заявлен в числе участников, но не прибыл к началу соревнований \| \| О \| Соревнования отменены \| \| \| Не участвовал \| \| Поул-позиция \| \| \| Быстрый круг \| \| |                                                                    |
| Пример | Описание                                                           |
| 1 | Победитель                                                         |
| 2 | Второе место                                                       |
| 3 | Третье место                                                       |
| 5 | Финишировал, заработав очки                                        |
| Сход | Не финишировал, но при этом заработал очки                         |
| 12 | Финишировал, не получив очков                                      |
| НКЛ | Финишировал, но не попал в финальную классификацию                 |
| 15 | Участвовал вне зачёта, либо по отдельной классификации             |
| 18 | Не финишировал, но попал в финальную классификацию                 |
| Сход | Не финишировал                                                     |
| НКВ | Не прошёл квалификацию                                             |
| НПКВ | Не прошёл предквалификацию                                         |
| ДСК | Дисквалифицирован                                                  |
| ИСК | Исключён из протокола соревнований                                 |
| ТТ | Заявлен для участия только в тренировках                           |
| НС | Участвовал в квалификации, но не стартовал в гонке                 |
| Т | Травмирован или болен                                              |
| ОТК | Отказ от участия                                                   |
| НТР | Прибыл на соревнования, но на трассу не выезжал                    |
| НПР | Был заявлен в числе участников, но не прибыл к началу соревнований |
| О | Соревнования отменены                                              |
| | Не участвовал                                                      |
| Поул-позиция |                                                                    |
| Быстрый круг |                                                                    |

| Сезон | Шасси          | Двигатель                                 | Ш | Гонщики  | 1    | 2    | 3   | 4   | 5    | 6   | 7   | 8   | 9   | 10  | 11   | 12   | 13  | 14  | 15  | 16   | 17  | 18   | 19   | 20  | 21   | 22  | 23  | 24  | Место | Очки |
| ----- | -------------- | ----------------------------------------- | - | -------- | ---- | ---- | --- | --- | ---- | --- | --- | --- | --- | --- | ---- | ---- | --- | --- | --- | ---- | --- | ---- | ---- | --- | ---- | --- | --- | --- | ----- | ---- |
| 2021  | McLaren MCL35M | Mercedes-AMG F1 M12 E Performance 1,6 V6T | P |          | БАХ  | ЭМИ  | ПОР | ИСП | МОН  | АЗЕ | ФРА | ШТИ | АВТ | ВЕЛ | ВЕН  | БЕЛ  | НИД | ИТА | РОС | ТУР  | США | МЕХ  | САП  | КАТ | САУ  | АБУ |     |     | 4     | 275  |
| 2021  | McLaren MCL35M | Mercedes-AMG F1 M12 E Performance 1,6 V6T | P | Риккардо | 7    | 6    | 9   | 6   | 12   | 9   | 6   | 13  | 7   | 5   | 11   | 4    | 11  | 1   | 4   | 13   | 5   | 12   | Сход | 12  | 5    | 12  |     |     | 4     | 275  |
| 2021  | McLaren MCL35M | Mercedes-AMG F1 M12 E Performance 1,6 V6T | P | Норрис   | 4    | 3    | 5   | 8   | 3    | 5   | 5   | 5   | 3   | 4   | Сход | 14   | 10  | 2   | 7   | 7    | 8   | 10   | 10   | 9   | 10   | 7   |     |     | 4     | 275  |
| 2022  | McLaren MCL36  | Mercedes-AMG F1 M13 E Performance 1,6 V6T | P |          | БАХ  | САУ  | АВС | ЭМИ | МАЙ  | ИСП | МОН | АЗЕ | КАН | ВЕЛ | АВТ  | ФРА  | ВЕН | БЕЛ | НИД | ИТА  | СИН | ЯПО  | США  | МЕХ | САП  | АБУ |     |     | 5     | 159  |
| 2022  | McLaren MCL36  | Mercedes-AMG F1 M13 E Performance 1,6 V6T | P | Риккардо | 14   | Сход | 6   | 18  | 13   | 12  | 13  | 8   | 11  | 13  | 9    | 9    | 15  | 15  | 17  | Сход | 5   | 11   | 16   | 7   | Сход | 9   |     |     | 5     | 159  |
| 2022  | McLaren MCL36  | Mercedes-AMG F1 M13 E Performance 1,6 V6T | P | Норрис   | 15   | 7    | 5   | 3   | Сход | 8   | 6   | 9   | 15  | 6   | 7    | 7    | 7   | 12  | 7   | 7    | 4   | 10   | 6    | 9   | Сход | 6   |     |     | 5     | 159  |
| 2023  | McLaren MCL60  | Mercedes-AMG F1 M14 E Performance 1,6 V6T | P |          | БАХ  | САУ  | АВС | АЗЕ | МАЙ  | МОН | ИСП | КАН | АВТ | ВЕЛ | ВЕН  | БЕЛ  | НИД | ИТА | СИН | ЯПО  | КАТ | США  | МЕХ  | САП | ЛАС  | АБУ |     |     | 4     | 302  |
| 2023  | McLaren MCL60  | Mercedes-AMG F1 M14 E Performance 1,6 V6T | P | Норрис   | 17   | 17   | 6   | 9   | 17   | 9   | 17  | 13  | 4   | 2   | 2    | 7    | 7   | 8   | 2   | 2    | 3   | 2    | 5    | 2   | Сход | 5   |     |     | 4     | 302  |
| 2023  | McLaren MCL60  | Mercedes-AMG F1 M14 E Performance 1,6 V6T | P | Пиастри  | Сход | 15   | 8   | 11  | 19   | 10  | 13  | 11  | 16  | 4   | 5    | Сход | 9   | 12  | 7   | 3    | 2   | Сход | 8    | 14  | 10   | 6   |     |     | 4     | 302  |
| 2024  | McLaren MCL38  | Mercedes-AMG F1 M15 E Performance 1,6 V6T | P |          | БАХ  | САУ  | АВС | ЯПО | КИТ  | МАЙ | ЭМИ | МОН | КАН | ИСП | АВТ  | ВЕЛ  | ВЕН | БЕЛ | НИД | ИТА  | АЗЕ | СИН  | США  | МЕХ | САП  | ЛАС | КАТ | АБУ | 1     | 666  |
| 2024  | McLaren MCL38  | Mercedes-AMG F1 M15 E Performance 1,6 V6T | P | Норрис   | 6    | 8    | 3   | 5   | 2    | 1   | 2   | 4   | 2   | 2   | 20   | 3    | 2   | 5   | 1   | 3    | 4   | 1    | 4    | 2   | 6    | 6   | 10  | 1   | 1     | 666  |
| 2024  | McLaren MCL38  | Mercedes-AMG F1 M15 E Performance 1,6 V6T | P | Пиастри  | 8    | 4    | 4   | 8   | 8    | 13  | 4   | 2   | 5   | 7   | 2    | 4    | 1   | 2   | 4   | 2    | 1   | 3    | 5    | 8   | 8    | 7   | 3   | 10  | 1     | 666  |
| 2025  | McLaren MCL39  | Mercedes-AMG F1 M16 E Performance 1,6 V6T | P |          | АВС  | КИТ  | ЯПО | БАХ | САУ  | МАЙ | ЭМИ | МОН | ИСП | КАН | АВТ  | ВЕЛ  | БЕЛ | ВЕН | НИД | ИТА  | АЗЕ | СИН  | США  | МЕХ | САП  | ЛАС | КАТ | АБУ | 1*    | 460* |
| 2025  | McLaren MCL39  | Mercedes-AMG F1 M16 E Performance 1,6 V6T | P | Норрис   | 1    | 2    | 2   | 3   | 4    | 2   | 2   | 1   | 2   | 18  | 1    | 1    |     |     |     |      |     |      |      |     |      |     |     |     | 1*    | 460* |
| 2025  | McLaren MCL39  | Mercedes-AMG F1 M16 E Performance 1,6 V6T | P | Пиастри  | 9    | 1    | 3   | 1   | 1    | 1   | 3   | 3   | 1   | 4   | 2    | 2    |     |     |     |      |     |      |      |     |      |     |     |     | 1*    | 460* |

* Сезон продолжается.

#### Чемпионы мира
| Сезон | Чемпион             | Гражданство    | Поулы | Победы | Подиумы | Быстрые круги | Очки | Победа                   | Отрыв (очков) |
| ----- | ------------------- | -------------- | ----- | ------ | ------- | ------------- | ---- | ------------------------ | ------------- |
| 1974  | Эмерсон Фиттипальди | Бразилия       | 2     | 3      | 7       | 0             | 55   | Последний этап из 15     | 3             |
| 1976  | Джеймс Хант         | Великобритания | 8     | 6      | 8       | 2             | 69   | Последний этап из 16     | 1             |
| 1984  | Ники Лауда          | Австрия        | 0     | 5      | 9       | 5             | 72   | Последний этап из 16     | 0,5           |
| 1985  | Ален Прост          | Франция        | 2     | 5      | 11      | 5             | 73   | Предпоследний этап из 15 | 20            |
| 1986  | Ален Прост          | Франция        | 1     | 4      | 11      | 2             | 72   | Последний этап из 16     | 2             |
| 1988  | Айртон Сенна        | Бразилия       | 13    | 8      | 11      | 3             | 90   | Предпоследний этап из 16 | 3             |
| 1989  | Ален Прост          | Франция        | 2     | 4      | 11      | 5             | 76   | Предпоследний этап из 16 | 16            |
| 1990  | Айртон Сенна        | Бразилия       | 10    | 6      | 11      | 2             | 78   | Предпоследний этап из 16 | 7             |
| 1991  | Айртон Сенна        | Бразилия       | 8     | 7      | 12      | 2             | 96   | Предпоследний этап из 16 | 24            |
| 1998  | Мика Хаккинен       | Финляндия      | 9     | 8      | 11      | 6             | 100  | Последний этап из 16     | 14            |
| 1999  | Мика Хаккинен       | Финляндия      | 11    | 5      | 10      | 6             | 76   | Последний этап из 16     | 2             |
| 2008  | Льюис Хэмилтон      | Великобритания | 7     | 5      | 10      | 1             | 98   | Последний этап из 18     | 1             |

#### Рекорды в чемпионате мира
| Показатель                                                          | Количество | Место (за всю историю) |
| Кубок конструкторов                                                 | 9          | 2                      |
| Чемпионы мира                                                       | 12         | 2                      |
| Гран-при                                                            | 765        | 2                      |
| Старты                                                              | 761        | 2                      |
| Победы в Гран-при                                                   | 182        | 2                      |
| Победы в сезоне                                                     | 15         | 2                      |
| Подиумы                                                             | 485        | 2                      |
| Поул-позиции                                                        | 155        | 2                      |
| Быстрые круги                                                       | 153        | 2                      |
| Дубли (поул и победа)                                               | 73         | 2                      |
| Хет-трики (поул, победа и быстрый круг)                             | 21         | 2                      |
| Большие шлемы (поул, победа, быстрый круг, лидирование старт-финиш) | 5          | 3                      |
| Лидирование от старта до финиша                                     | 40         | 2                      |
| Очков за сезон                                                      | 497        | 2                      |

## Спонсорство

### Основные партнёры и спонсоры команды в сезоне 2021 года
| - British American Tobacco - Dell Technologies - Darktrace - Arrow Electronics - Splunk - Tezos - Gulf Oil - Stanley Black & Decker - Alteryx | - Coca-Cola - Unilever - Richard Mille - Cisco Webex - Smartsheet - Hilton - DataRobot - CNBC - Miory Steel | - PartyCasino and PartyPoker - QNTMPAY - Medallia - FxPro - EasyPost - Free Fire - Bitci - Klipsch - Deloitte | - Tumi - Immersive Labs - Akzonobel-Sikkens - Mind - Sparco - Logitech G - SunGod - Buzz | - FAI Aviation Group - Ashurst - Pirelli - Volvo Trucks - Mazak - Marelli - Enkei - Stratasys | - KAUST - Hookit - Huski Chocolate - Alienware - Veloce esports - New Era - L'Amy Luxe - Ultimotive |

### Титульные спонсоры
За историю команды титульными спонсорами были:
- Yardley (1972—1973)
- Marlboro — бренд Philip Morris (1974—1996)
- West — бренд Imperial Tobacco (1997—2005)
- Vodafone (2007—2013)

### Комментарии
1. ↑  Без учёта Гран-при ЮАР 1970 года, где некоторые источники упоминают двух гонщиков — Брэбема и Сёртиса — как установивших быстрый круг. Но Сёртис не устанавливал там быстрого круга: https://forums.autosport.com/topic/223290-fastest-lap-at-the-1970-south-african-gp/ Архивная копия от 1 января 2024 на Wayback Machine.
2. 1 2 3 4  Получил дополнительные три очка за шестое место в спринте.
3. ↑  Получил дополнительные четыре очка за пятое место в спринте.
4. 1 2  Получил дополнительные два очка за седьмое место в спринте.
5. 1 2 3  Получил дополнительные шесть очков за третье место в спринте.
6. ↑  Получил дополнительные пять очков за четвёртое место в спринте.
7. 1 2 3 4 5 6 7  Получил дополнительные семь очков за второе место в спринте.
8. 1 2 3 4  Получил дополнительные восемь очков за первое место в спринте.
9. 1 2  Лидировал на каждом круге гонки.
10. 1 2 3 4  Совершил «хет-трик»: стартовал с поул-позиции, показал быстрый круг в гонке и победил.
11. ↑  Получил дополнительное очко за восьмое место в спринте.